# Литовська (присілок)
Лито́вська (рос. Литовская) — присілок у складі Верхотурського міського округу Свердловської області.
Населення — 9 осіб (2010, 11 у 2002).
Національний склад населення станом на 2002 рік: росіяни — 100 %.